# Pizzino
 (décembre 2021).

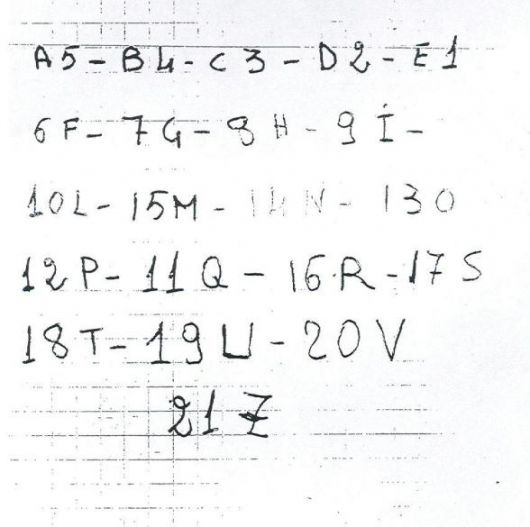
Exemple de Pizzino

Pizzino (prononcé : [pitˈtsiːno]; pluriel pizzini) est un mot italien dérivé du mot sicilien équivalent pizzinu, signifiant « petit morceau de papier ». Ce terme a été largement utilisé en référence aux petits morceaux de papier utilisés par la mafia sicilienne pour des messages secrets.
Le chef mafieux Bernardo Provenzano est particulièrement connu pour son utilisation des pizzini, en particulier dans ses instructions pour que Matteo Messina Denaro devienne son successeur ; l'interception de pizzini  a apporté une aide significative aux enquêtes policières.

## Le code de Provenzano
Provenzano utilisait une version à peine améliorée du code de César, déplaçant les lettres de trois places dans l'alphabet, puis les remplaçant par leur position numérique (sans laisser d'espaces), ainsi CAR devenait FDU, puis 6421,. Par exemple, un des pizzini commençait par « J'ai rencontré 512151522 191212154 et nous nous sommes mis d'accord pour ... », la suite de chiffres correspondant à « Binnu Riina ».
Discovery Channel cite à ce sujet l'expert en cryptographie Bruce Schneier : « Pour moi, c'est de la cryptographie de maternelle. C'est indéchiffrable pour votre petite sœur, mais pas pour la police. Mais qu'attendre d'autre d'illettrés en informatique ? ».